# Otto Meissner (producteur)
Pour les articles homonymes, voir Meissner et Otto Meissner.
Otto Meissner (né le 27 juin 1925 à Berlin, mort le 16 février 2011 dans la même ville) est un producteur allemand de cinéma et de télévision.

## Biographie
Meissner devient directeur de production chez Terra Film immédiatement après son abitur en 1943. Après la Seconde Guerre mondiale, il est repris par Real-Film basé à Hambourg en 1947 et commence sa carrière d'après-guerre la même année en tant que directeur de production du film Arche Nora. Il occupe le même poste au sein de la société de production Arion-Film. À partir de 1957, Meissner est employé comme producteur exécutif.
En 1963, il entre à la ZDF en tant que directeur de production principal pour la division divertissement.
En 1967, Meissner fonde sa propre société de production Novafilm, avec laquelle il produit de nombreuses séries télévisées, qu'il dirige jusqu'en 2004.

## Filmographie
- 1948 : Arche Nora
- 1948 : Finale
- 1949 : Die letzte Nacht
- 1949 : Die Freunde meiner Frau
- 1949 : Hafenmelodie
- 1949 : Schicksal aus zweiter Hand
- 1950 : Ombres du passé
- 1952 : La Danse des étoiles
- 1953 : Fleur de Hawaï (de)
- 1953 : L'Hôtel qui chante
- 1953 : Ein Tag ohne die Mutti (court métrage)
- 1954 : Danse au soleil (de)
- 1954 : Geld aus der Luft
- 1955 : Le Faux Adam (de)
- 1955 : Les Bandits de la route (de)
- 1956 : Mädchen mit schwachem Gedächtnis (de)
- 1956 : Musikparade
- 1956 : Le Pantalon volé
- 1957 : Der müde Theodor
- 1957 : Veuf avec cinq filles
- 1957 : La Grande Chance
- 1958 : Madeleine et le légionnaire (de)
- 1958 : Infirmière de nuit (de)
- 1958 : Vater, Mutter und neun Kinder (de)
- 1958 : Grabenplatz 17
- 1959 : Chiens, à vous de crever !
- 1959 : Natürlich die Autofahrer (de)
- 1959 : Drillinge an Bord (de)
- 1960 : L'Ombre de l'étoile rouge
- 1960 : Der letzte Fußgänger (de)
- 1960 : Fabrique d'officiers S.S. (de)
- 1961 : Le Miracle du père Malachias
- 1962 : Ihr schönster Tag (de)
- 1963 : Les Tueurs du R.S.R.2
- 1964 : Hütet eure Töchter!
- 1968 : Der Urlaub (TV)
- 1970 : Eine Telefonehe (TV)
- 1971 : Ludwig L (TV)
- 1973 : Der Sieger von Tambo (TV)
- 1973 : Ausbruch (TV)
- 1975 : Damals wie heute (TV)
- 1976 : Ketten (TV)
- 1977 : Notwehr (TV)
- 1977 : Heinrich Zille (TV)
- 1978 : Schlaraffenland (TV)
- 1979 : Schlaraffenland: Berlin (TV)
- 1979 : Die großen Sebastians (TV)
- 1980 : Einmal hunderttausend Taler (TV)
- 1981 : Es bleibt in der Familie (TV)
- 1981 : Variationen (TV)
- 1984 : Der Trauschein (TV)
- 1985 : Gauner im Paradies (TV)
- 1986 : Abschiedsvorstellung (de) (TV)
- 1986 : Was zu beweisen war (TV)
- 1990 : Neuner (de)
- 1991 : Bronsteins Kinder
- 1991 : Das größte Fest des Jahres – Weihnachten bei unseren Fernsehfamilien (TV)
- 1992 : Kleiner Mann im großen Glück (TV)
- 1993 : État sauvage
- 1994 : Wenn alle Deutschen schlafen (TV)
- 2000 : Schweigen ist Gold (TV)
- 2000 : Der Preis der Schönheit (TV)
- 2001 : Mayday! Überfall auf hoher See (TV)
- 2003 : Verliebte Diebe (TV)

### Séries télévisées
- 1969–1970 : Alle Hunde lieben Theobald (de)
- 1975 : Beschlossen und verkündet
- 1980–1986 : Leute wie du und ich (de)
- 1982 : Unterwegs nach Atlantis (de)
- 1983–1986 : Ich heirate eine Familie
- 1986 : Teufels Großmutter (de)
- 1986–1990 : Liebling Kreuzberg
- 1986–1991 : Die Wicherts von nebenan (de)
- 1988 : Lorentz & Söhne
- 1989 : Der Landarzt
- 1990–1991 : Wie gut, daß es Maria gibt
- 1992–1995 : Unser Lehrer Doktor Specht (de)
- 1995 : Mordslust
- 1995–1996 : Für alle Fälle Stefanie
- 1997 : Der Kapitän
- 1998–2005 : Le Dernier Témoin
- 2002 : Im Visier der Zielfahnder
- 2004–2005 : Unter weissen Segeln